# Emil Kopp (Chemiker)

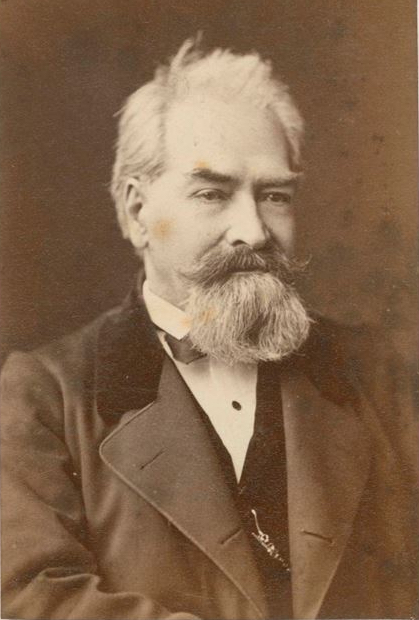
Emil Kopp (1817–1875)

Carl Emil Kopp (französisch Carles Emile Kopp) (* 3. März 1817 in Wasselnheim (Elsass); † 30. November 1875 in Zürich) war ein deutscher Chemiker.

## Leben
Kopp wurde 1817 als Sohn von Christian Gottlieb Kopp (laut Geburtsurkunde von Emil Kopp Chrétien Theophile Kopp) und von Caroline Kuntz in Wasselnheim geboren. Im Jahr 1847 erhielt Kopp eine Professur für Toxikologie und Chemie an der École supérieure de pharmacie der Universität Straßburg. Zwei Jahre später wurde er als Professor für Physik und Chemie an die Lausanner Akademie berufen, arbeitete aber ab 1852 wieder als Chemiker in einer Alizarinfabrik in der Nähe von Manchester. 1868 erhielt Kopp eine Professur für Technologie in Turin und wirkte von 1871 bis zu seinem Tod als Ordinarius für technische Chemie am Eidgenössischen Polytechnikum in Zürich. Dort entdeckte er u. a. den Teerfarbstoff Aurantia.

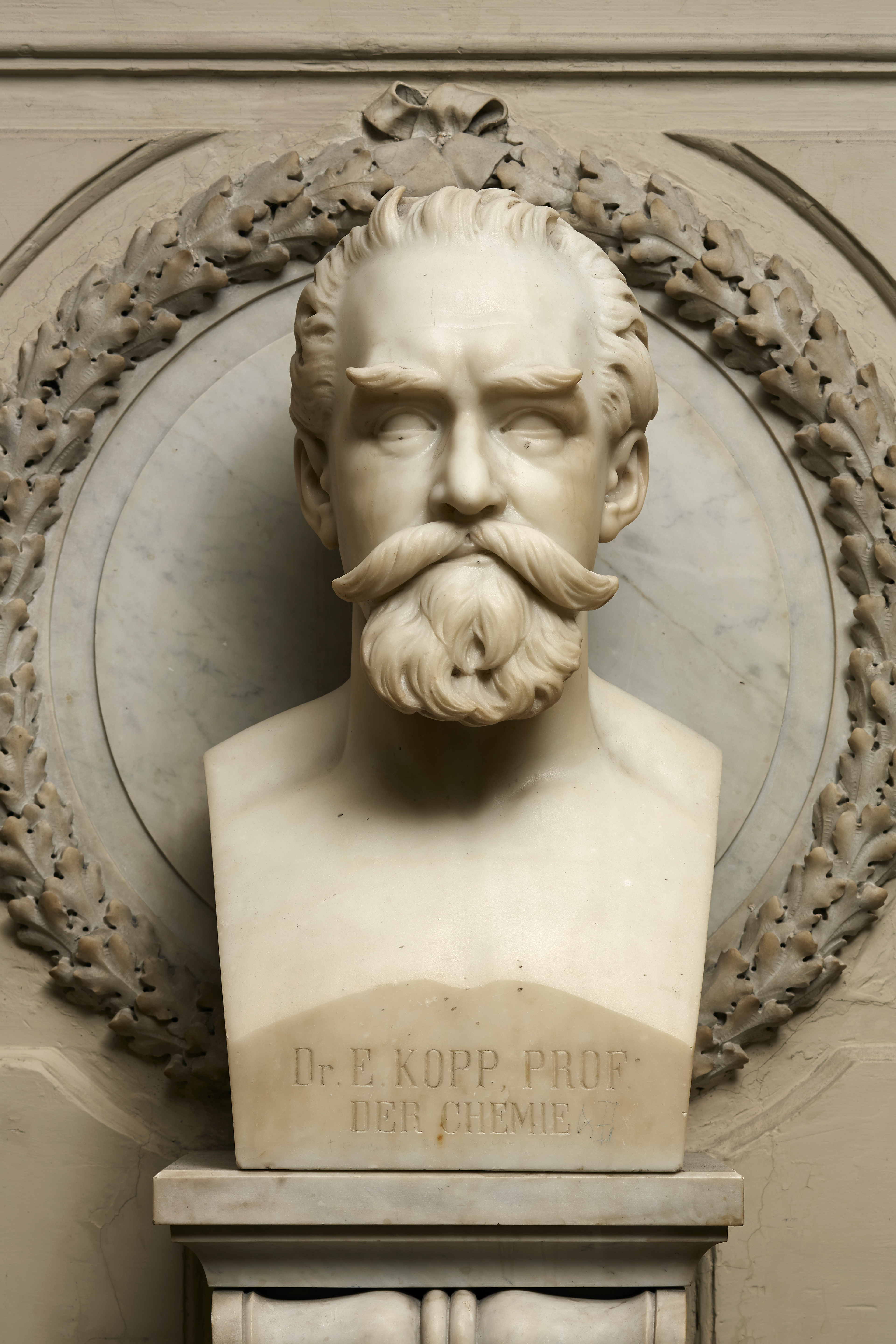
Denkmal für Emil Kopp (1876) von Ludwig Keiser in der ETH Zürich

Kopp starb am 30. November 1875 in Zürich.

## Belege
1. ↑  Geburtsurkunde 44/1817 Standesamt Wasselonne.
2. ↑  Liste der Professoren an der ETH.

| Personendaten    | Personendaten      |
| ---------------- | ------------------ |
| NAME             | Kopp, Emil         |
| KURZBESCHREIBUNG | deutscher Chemiker |
| GEBURTSDATUM     | 3. März 1817       |
| GEBURTSORT       | Wasselnheim        |
| STERBEDATUM      | 30. November 1875  |
| STERBEORT        | Zürich             |